# Longecourt-en-Plaine
Longecourt-en-Plaine är en kommun i departementet Côte-d'Or i regionen Bourgogne-Franche-Comté i östra Frankrike. Kommunen ligger i kantonen Genlis som tillhör arrondissementet Dijon. År 2022 hade Longecourt-en-Plaine 1 185 invånare.

## Befolkningsutveckling
Antalet invånare i kommunen Longecourt-en-Plaine
Referens:INSEE